# اولائو (ویسکانسین)
اولائو (به انگلیسی: Ulao) یک منطقهٔ مسکونی در ایالات متحده آمریکا است که در ویسکانسین واقع شده‌است. اولائو ۲۱۰٫۰۱ متر بالاتر از سطح دریا واقع شده‌است.